# Biography - The Greatest Hits
| Críticas profissionais | Críticas profissionais |
| Avaliações da crítica  | Avaliações da crítica  |
| Fonte                  | Avaliação              |
| ---------------------- | ---------------------- |
| allmusic               | [ 1 ]                  |
| Veja                   | Favorável              |
| Estadão                | Favorável              |

Biography - The Greatest Hits é a primeira coletânea da cantora britânica: Lisa Stansfield. A coletânea parece ser mais um projeto da gravadora,uma vez que os álbuns da Lisa não estavam sendo bem aceitos pelo público(O último cd "Face Up",não ganhou nenhum certificado,devido as baixas vendas),o contrato não foi renovado.
A coletânea incluí quase todos os singles da Lisa dos seus 5 álbuns de estúdio,nenhuma faixa inédita foi adicionada,no entanto faixas como: "In All The Right Places","Change","Never, Never Gonna Give You Up","Live Together" entre outras,estão nas versõs editadas,utilizadas nos clipes. A versão americana excluiu as faixas :"Little Bit of Heaven" (do álbum So Natural) e "Set Your loving Free" (da álbum Real Love) e adicionou: "You Can't Deny It" (do álbum Affection) e "Never Gonna Fall" (do álbum Lisa Stansfield).
O álbum atingiu a posição de #3 em U.K.,mas permanece sem certificados pela BPI.

## Faixas
1. "Change" – 4:33 (taken from Real Love)
2. "Someday (I’m Coming Back)" – 4:56 (taken from The Bodyguard original soundtrack)
3. "This Is the Right Time" – 4:31 (taken from the Affection CD/MC edition)
4. "The Real Thing" – 4:18 (taken from Lisa Stansfield)
5. "People Hold On" (feat. Coldcut) – 3:58 (taken from the Affection remastered edition)
6. "In All the Right Places" – 5:16
 (taken from So Natural, and also featured on the Indecent Proposal original soundtrack)
7. "So Natural" – 5:05 (taken from So Natural)
8. "Time to Make You Mine" – 4:10 (taken from Real Love)
9. "Live Together" – 4:35 (taken from Affection')
10. "Little Bit of Heaven" – 4:27 (taken from So Natural)
11. "Set Your loving Free" – 4:09 (taken from Real Love)
12. "Let’s Just Call It Love" – 3:59 (taken from Face Up)
13. "Never, Never Gonna Give You Up" – 3:51 (taken from Lisa Stansfield)
14. "These Are the Days of Our Lives" (with Queen/George Michael - taken from the Five Live EP) – 4:44
15. "Down in the Depths" – 4:28 (taken from the Red Hot + Blue charity compilation)
16. "All Woman" – 5:16 (taken from Real Love)
17. "All Around the World" – 4:21 (taken from Affection)